# Raymundo Collares
Raymundo Felicíssimo Collares (Grão Mogol, 1944 — Montes Claros, 1986) foi um pintor, desenhista e professor brasileiro.
Em 1966 inicio estudos na Escola de Belas Artes da Universidade Federal do Rio de Janeiro, tornando-se amigo de Antônio Manuel e Hélio Oiticica. No ano seguinte, deixou a EBA e passou a frequentar o ateliê livre de Ivan Serpa, e participou da mostra Nova Objetividade Brasileira no Museu de Arte Moderna do Rio de Janeiro.
Começou a produzir seus gibis a partir de 1968, explorando as cores e dobraduras do papel, obras que precisavam da manipulação do público. Partiu para a tridimensionalidade em 1969 e, no mesmo ano, passou a lecionar no ateliê livre do Museu de Arte Moderna do Rio.
Ganhador do Prêmio de Viagem ao Exterior do XIX Salão Nacional de Arte Moderna em 1970, iniciou um percurso por Nova Iorque, Trento e Milão e, quando voltou ao Brasil, fixou-se em Montes Claros. Em 1981 mudou-se para Teresópolis. Em 1983 sua obra foi reunida em uma retrospectiva e, neste mesmo ano, voltou a dar aulas no ateliê do MAM/RJ.